# Nanti Agung (Ilir Talo)
Nanti Agung is een bestuurslaag in het regentschap Seluma van de provincie Bengkulu, Indonesië. Nanti Agung telt 521 inwoners (volkstelling 2010).